# 土坂吊橋
土坂吊橋（排灣語：Tjuabar a Tjekeza）為橫跨臺灣臺東縣達仁鄉大竹溪的吊橋，建於日治時期昭和十三年（1938年），是當時土坂村聯絡新興社的重要橋梁，現為達仁鄉著名的觀光景點之一。

## 沿革

### 日治時期
土坂吊橋建於日治時期昭和十三年（1938年）12月，是排灣族土坂部落聯繫大竹溪新興部落的重要聯絡橋樑，全長120公尺。同時這座橋梁也是許多當地部落男女青年互許終生的地方，因此又有情人吊橋的稱呼。在小米豐收的季節時，自山區耕作而歸的排灣族人都會在土坂吊橋的橋頭吟唱傳統歌曲以敬謝祖靈。

### 戰後時期
土坂吊橋於戰後1977年及1986年兩度維修，但因相鄰之鋼筋混凝土結構橋梁完成、舊橋缺乏維護而破損無法行走。有鑑於此，當地排灣族人積極向政府爭取復建吊橋，經農業委員會水土保持局臺東分局評估，該吊橋具有人文意義，且復健有助於振興排灣族部落觀光產業，因此同意撥款新臺幣千萬元復健土坂吊橋。
新土坂吊橋全長150公尺，於2009年8月發包施工，2010年6月18日完工。然而竣工當晚尚未驗收之際，南端橋台鋼索吊繩引道混凝土基座卻在無風雨的情形下突然倒塌，整座吊橋約有三分之二的枕木掉落溪谷無法通行，被當地居民戲稱「陽痿橋」，事件後承辦此工程的水土保持局臺東分局表示，已將脫落基座與鋼索零組件等送至專業機構檢驗，以釐清事件發生肇因，並要求施工承包商負起斷橋意外全責。
此事件引發部落居民恐慌，認為是吊橋施工包商動工前未依部落傳統舉行祈福儀式，因此後續付工前水土保持局臺東分局特地邀請當地部落族人舉行傳統祭儀祈福，以及委請外縣市魯凱族人協助，於新吊橋兩端橋頭設置勇士與百步蛇雕像拉住吊橋鋼索，象徵兩地族人共同守護吊橋。2011年1月15日新土坂吊橋復健竣工，於當天上午十時舉辦啟用典禮。

## 圖集

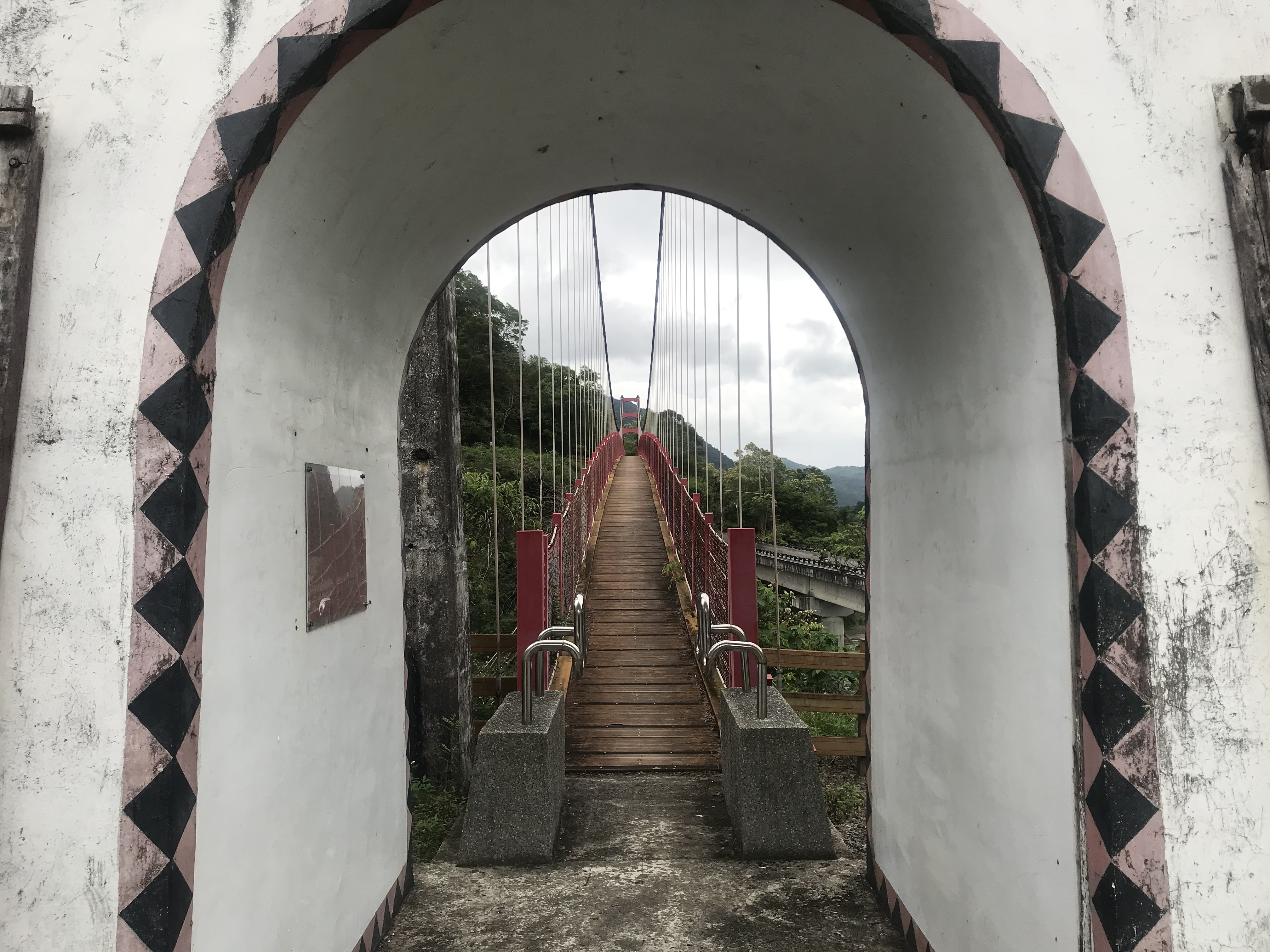
土坂吊橋新橋橋面。
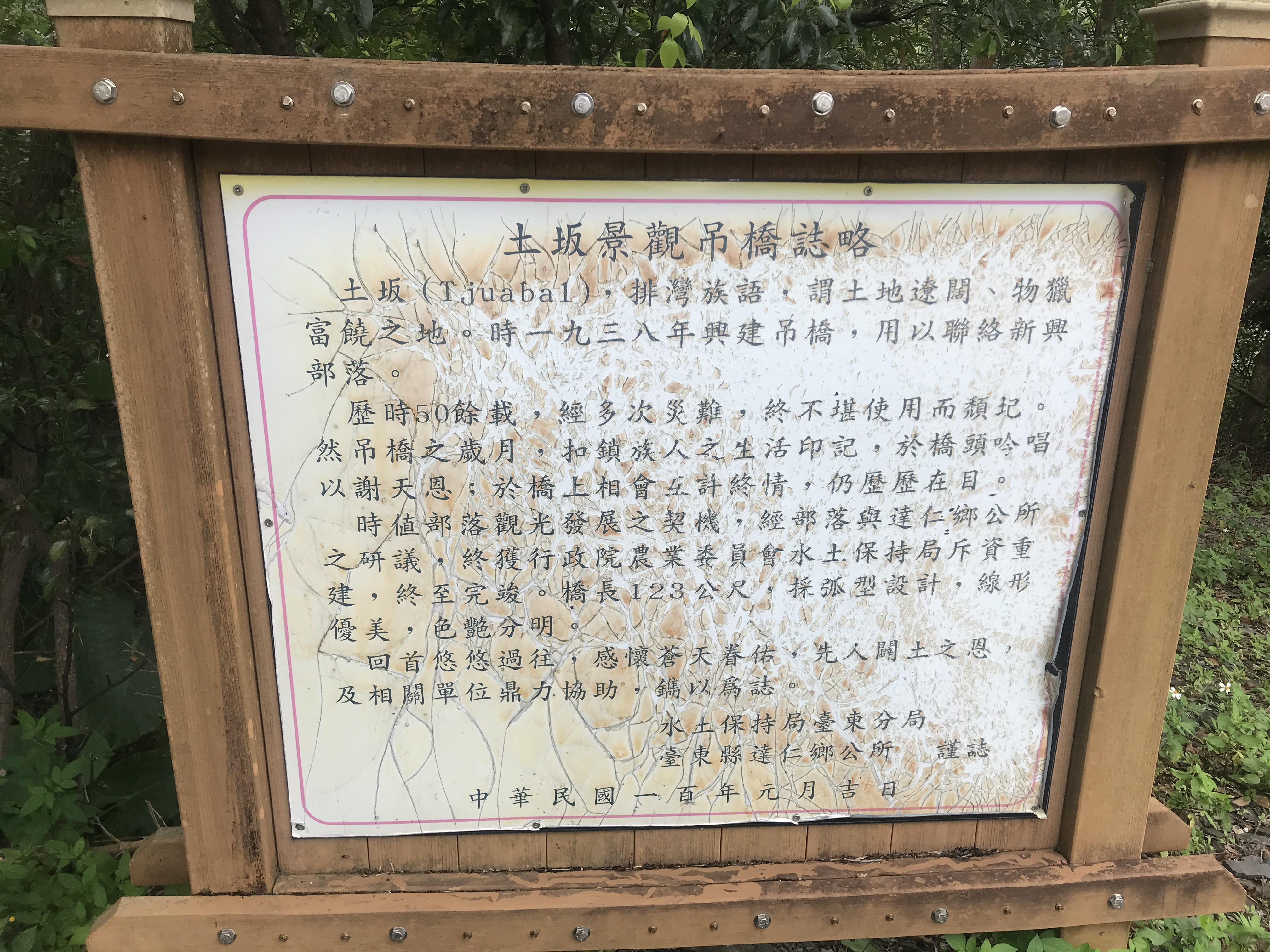
土坂吊橋紀念碑。
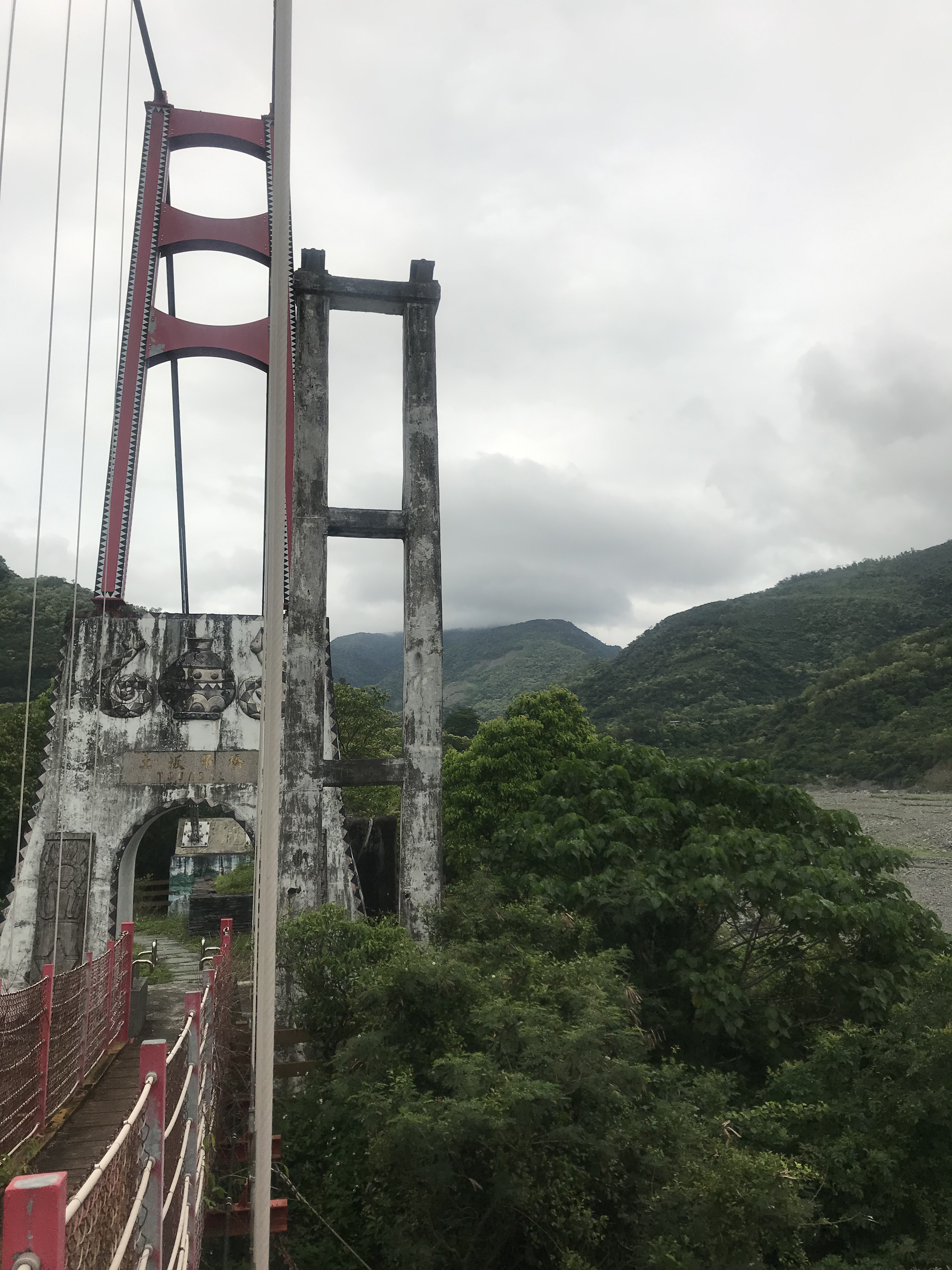
土坂吊橋新舊橋柱對望。
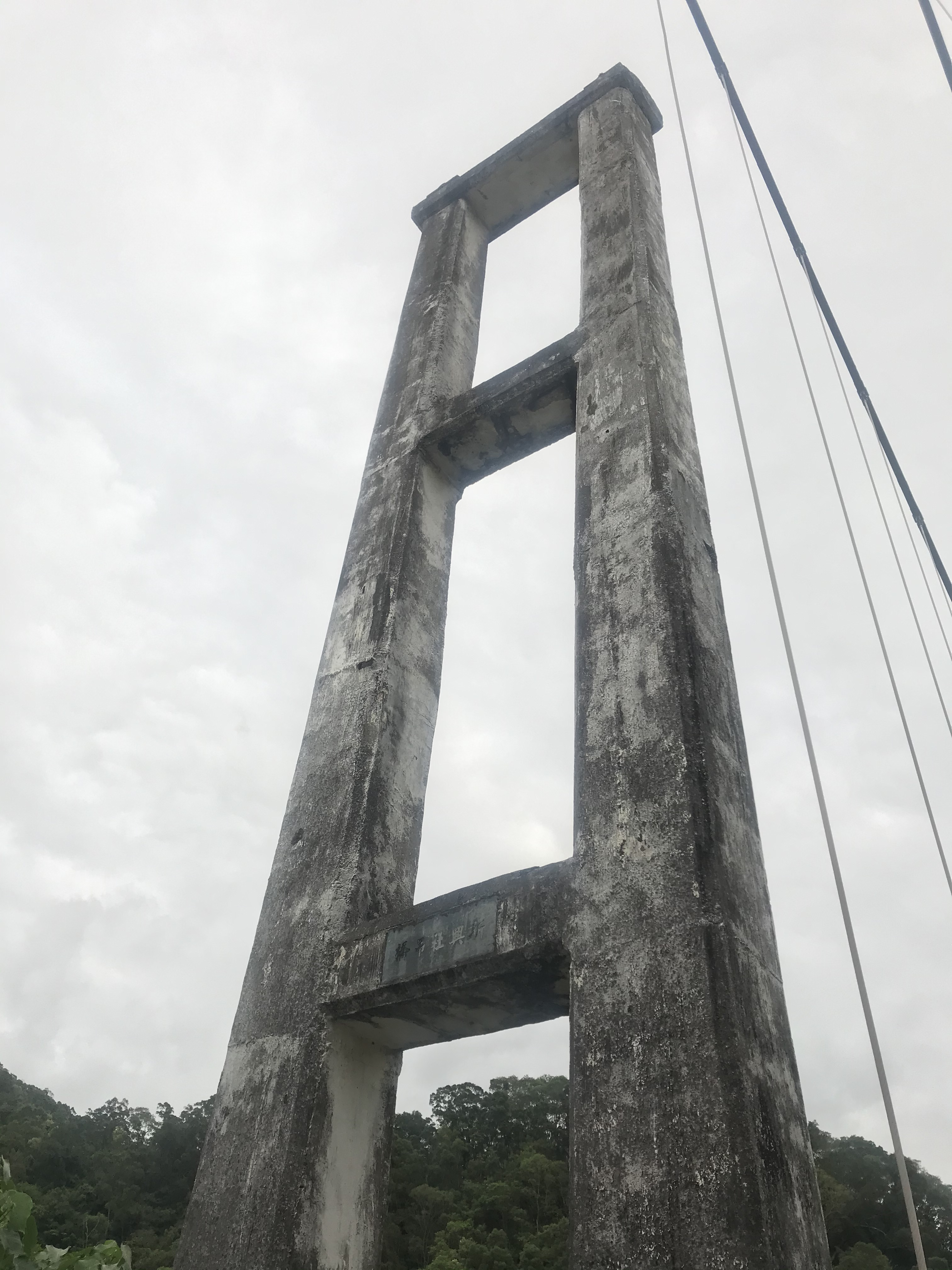
土坂吊橋舊橋柱。

## 外部連結
- （繁體中文）達仁鄉公所全球資訊網 - 土坂吊橋 （页面存档备份，存于）